# Madeira Island Open
Het Madeira Island Open is een golfwedstrijd op het Portugese eiland Madeira en maakt deel uit van de Europese Tour.
Het Madeira Open, zoals het meestal wordt genoemd, is altijd vroeg in het jaar, omdat het klimaat ervoor zorgt dat daar de baan al in goede staat kan verkeren. In 1993 is het voor de eerste keer gespeeld.
De 'Campo de Golfe da Madeira ', de golfbaan waar de eerste jaren werd gespeeld, lag in de steile bergen. De 27 holes van de Santo da Serra Golf Club liggen aan de kust en zijn licht glooiend.  
Sinds 2001 maakt het toernooi ook deel uit van de Europese Challenge Tour. Het wordt in dezelfde week gespeeld als het Volvo World Match Play. In 2007 werd besloten de naam van het toernooi te veranderen van Madeira Island naar Madeira Islands, omdat de Madeira Archipel uit meerdere eilanden bestaat. Na de naamswijziging was het mogelijk het toernooi ook op een ander eiland te organiseren. In 2009 verhuisde het toernooi voor de eerste keer naar Porto Santo, een klein eiland naast Madeira.
In 2012 werd het Open voor het eerst door een Portugese speler gewonnen. Ricardo Santos was de tweede Portugese winnaar van de Europese Tour.

## Winnaars
| Jaar                                         | Baan                      | Winnaar             | Score               |
| Madeira Island Open                          | Madeira Island Open       | Madeira Island Open | Madeira Island Open |
| -------------------------------------------- | ------------------------- | ------------------- | ------------------- |
| 1993                                         | Santo da Serra Golf Club  | Mark James          | -7                  |
| 1994                                         | Santo da Serra Golf Club  | Mats Lanner         | -10                 |
| 1995                                         | Santo da Serra Golf Club  | Santiago Luna       | -16                 |
| 1996                                         | Campo de Golfe da Madeira | Jarmo Sandelin      | -9                  |
| 1997                                         | Santo da Serra Golf Club  | Peter Mitchell      | -12                 |
| 1998                                         | Santo da Serra Golf Club  | Mats Lanner         | -11                 |
| 1999                                         | Santo da Serra Golf Club  | Pedro Linhart       | -12                 |
| 2000                                         | Santo da Serra Golf Club  | Niclas Fasth        | -8                  |
| 2001                                         | Santo da Serra Golf Club  | Des Smyth           | -18                 |
| 2002                                         | Santo da Serra Golf Club  | Diego Borrego       | -7                  |
| 2003                                         | Santo da Serra Golf Club  | Bradley Dredge      | -16                 |
| 2004                                         | Santo da Serra Golf Club  | Christopher Hanell  | -4                  |
| Madeira Island Open Caixa Geral de Depositos |                           |                     |                     |
| 2005                                         | Santo da Serra Golf Club  | Robert-Jan Derksen  | -13                 |
| 2006                                         | Santo da Serra Golf Club  | Jean van de Velde   | -15                 |
| Madeira Islands Open BPI                     |                           |                     |                     |
| 2007                                         | Santo da Serra Golf Club  | Daniel Vancsik      | -18                 |
| Madeira Islands Open BPI - Portugal          |                           |                     |                     |
| 2008                                         | Santo da Serra Golf Club  | Alastair Forsyth po | -15                 |
| 2009                                         | Porto Santo Golfe         | Estanislao Goya     | -6                  |
| 2010                                         | Porto Santo Golfe         | James Morrison      | -20                 |
| 2011                                         | Porto Santo Golfe         | Michael Hoey        | -10                 |
| 2012                                         | Santo da Serra Golf Club  | Ricardo Santos      | -22                 |
| 2013                                         | Santo da Serra Golf Club  | Peter Uihlein       | -15                 |
| 2014                                         | Santo da Serra Golf Club  | Daniel Brooks       | -9                  |

- In 2003 won Bradley Dredge met 8 slagen coorsprong mede door een laatste ronde van 60 (-12).
- In 2007 won Daniel Vancsik met 7 slagen voorsprong.
- In 2008 won Alastair Forsyth de play-off van Hennie Otto.
- In 2009 won rookie Tano Goya. Er deden vier Nederlanders mee aan de 17de editie van dit toernooi: Wil Besseling, Rolf Muntz, Taco Remkes en Inder van Weerelt. Besseling eindigde op de 3de plaats, Van Weerelt op de 15de plaats.
- In 2011 werd Tim Sluiter 31ste. Wil Besseling en Richard Kind misten de cut.
- In 2012 deden vijf Nederlanders mee: Wil Besseling, Maarten Lafeber, Taco Remkes, Reinier Saxton en Tim Sluiter.
- In 2014 werd het toernooi door steeds terugkerende mist geplaagd. Uiteindelijk bestond het toernooi uit 36 holes. Daniel Brooks won de play-off van Scott Henry op de eerste extra hole.

 Nedbank Golf Challenge ·
 Alfred Dunhill Championship ·
 South African Open ·
 Abu Dhabi Golf Championship ·
 Qatar Masters ·
 Dubai Desert Classic ·
 Malaysian Open ·
 Thailand Classic ·
 Indian Open ·
 Joburg Open ·
 WGC - Championship ·
 Africa Open ·
 Tshwane Open ·
 Madeira Island Open ·
 Trophée Hassan II ·
 The Masters · 
 Shenzhen International ·
 Volvo China Open ·
 WGC - Match Play Championship ·
 Mauritius Open ·
 Open de España ·
 BMW PGA Championship ·
 Irish Open ·
 Nordea Masters ·
 Lyoness Open ·
 US Open · 
 BMW International Open ·
 Open de France ·
 Scottish Open ·
 The Open Championship · 
 European Masters ·
 Paul Lawrie Matchplay ·
 WGC - Invitational ·
 US PGA Championship · 
 Made in Denmark ·
 Czech Masters ·
 Russian Open ·
 KLM Open ·
 Open d’Italia ·
 European Open ·
 Alfred Dunhill Links Championship ·
 World Match Play Championship ·
 Portugal Masters ·
 Hong Kong Open ·
 BMW Masters ·
 WGC - Champions ·
 Turks Open ·
 Dubai World Championship
EurAsia Cup · Ryder Cup · Seve Trophy · World Cup of Golf
2010 · 2011 · 2012 · 2013 · 2014